# Почётные граждане Кирова
Почётный граждани́н города Ки́рова — почётное звание, присуждаемое за большой вклад в экономическое, социальное и культурное развитие города Кирова.

## История
Первым звания почётного гражданина города Вятки за выдающиеся заслуги перед городом в 1865 году был удостоен Пётр Владимирович Алабин. Вновь звание было учреждено решением Кировского горисполкома 28 января 1969 года. В соответствии с «Положением о присвоении звания Почётного гражданина города Кирова» почётными гражданами города становились граждане, «участвовавшие в революционном движении, члены КПСС с партийным стажем более 50 лет, прожившие в городе не менее 30 лет, жители города, проработавшие беспрерывно на предприятии или учреждении не менее 30 лет, и внесшие весомый вклад в развитие отрасли…» 16 декабря 1992 года принято новое «Положение о присвоении звания Почётного гражданина», в котором были убраны положения о КПСС.

## Список почётных граждан города Кирова
| Номер                               | ФИО                                | Годы жизни                     | Год награждения                                                                              | Достижения и заслуги |
| Почётные граждане города Вятки      | Почётные граждане города Вятки     | Почётные граждане города Вятки | Почётные граждане города Вятки                                                               | Почётные граждане города Вятки |
| ----------------------------------- | ---------------------------------- | ------------------------------ | -------------------------------------------------------------------------------------------- | --- |
| 1                                   | Владимир Николаевич Струков        | 1812—1892                      | 19 октября 1864 г. выдвинут вятским обществом                                                | Генерал-лейтенант, военный губернатор г. Вятки (с 16 мая 1863 г.), гражданский губернатор Вятской губернии (10 января 1863 г. — 8 марта 1866 г.) |
| 2                                   | Пётр Владимирович Алабин           | 1824—1896                      | 1865                                                                                         | Глава Вятской удельной конторы, основатель Вятской публичной библиотеки и Вятского публичного музея, меценат |
| 3                                   | Дмитрий Иванович Батурин           | 1798 — 30 марта 1876           | 28 октября 1866 г.                                                                           | Вятский вице-губернатор (1854—1873), действительный статский советник |
| 4                                   | Валерий Иванович Чарыков           | 1818— 1884                     | 3 января 1870 г. — постановление городской думы; 23 апреля 1870 г. — утверждено императором  | Тайный советник, камергер Двора Его Императорского Величества, вятский губернатор (27 апреля 1869 — 5 декабря 1875 г.) |
| 5                                   | Николай Александрович Тройницкий   | 1842—1913                      | 1 октября 1882 г.                                                                            | Вятский губернатор (1876—1882) |
| 6                                   | Аполлон Николаевич Волков          | 1819 —1896                     | 18 февраля 1887 г. — постановление городской думы; 21 мая 1887 г. — утверждено императором   | Тайный советник, вятский губернатор (15 июля 1882 — 5 февраля 1887 г.) |
| 7                                   | Александр Антипьевич Пьянков       | 1831—1906                      | 25 августа 1891                                                                              | Земский деятель |
| 8                                   | Алексей Яковлевич Прозоров         | 1842—1914                      | 9 июля 1892 г.                                                                               | Предприниматель, финансист, коммерции советник |
| 9                                   | Сергей Юльевич Витте               | 1849— 1915                     | 15 июня 1895 г.                                                                              | Российский государственный деятель |
| 10                                  | Фёдор Фёдорович Трепов             | 1854—1938                      | 22 августа 1896 г.                                                                           | Генерал-адъютант (с 28 июня 1909 г.), вятский губернатор (11 августа 1894 г. — 9 июня 1896 г.) |
| 11                                  | Михаил Иванович Хилков             | 1834—1909                      | 21 июня 1898 г. — постановление городской думы; 14 сентября 1898 г. — утверждено императором | Князь, действительный тайный советник, министр путей сообщения Российской империи (1895—1905) |
| 12                                  | Павел Петрович Клобуков (Клабуков) | 1840—1905                      | 17 мая 1899 г. постановлением заседания Вятской городской думы                               | Купец, меценат, общественный деятель |
| Почётные граждане города Кирова     |                                    |                                |                                                                                              | |
| 1                                   | Михаил Андреевич Колповский        | 1903—1973                      | 27 мая 1969                                                                                  | Председатель Кировского горисполкома в 1945—1953 гг., заместитель председателя Кировского облисполкома |
| 2                                   | Михаил Константинович Любовиков    | 1887—1974                      | 27 мая 1969                                                                                  | Революционный и партийный деятель, комиссар милиции, главный арбитр Госарбитража при Кировском облисполкоме, директор Музея революции, персональный пенсионер союзного значения |
| 3                                   | Александр Гаврилович Никитин       | 1894—1980                      | 27 мая 1969                                                                                  | Слесарь железнодорожных мастерских, участник Первой мировой войны и революционных событий 1917 г. Мастер, начальник цеха, старший инспектор ОТК машиностроительного завода им. 1 Мая |
| 4                                   | Эмилия Адриановна Штина            | 1910—2007                      | 27 мая 1969                                                                                  | Доктор биологических наук, профессор Кировского сельскохозяйственного института, заслуженный деятель науки РСФСР |
| 5                                   | Владислав Николаевич Волков        | 1935—1971                      | 25 марта 1970                                                                                | Лётчик-космонавт СССР, дважды Герой Советского Союза |
| 6                                   | Григорий Афанасьевич Андреев       | 1924—2006                      | 28 августа 1978                                                                              | Участник Великой Отечественной войны, слесарь-инструментальщик завода «Маяк», заслуженный рационализатор РСФСР |
| 7                                   | Александр Саввич Большев           | 1914—1996                      | 28 августа 1978                                                                              | Генеральный директор электромашиностроительного объединения им. Лепсе, Герой Социалистического Труда, заслуженный машиностроитель и почётный авиастроитель Российской Федерации |
| 8                                   | Виктор Дмитриевич Тумбарцев        | 1926—1991                      | 28 августа 1978                                                                              | Участник войны с Японией 1945 г., бригадир электросварщиков машиностроительного завода им. 1 Мая |
| 9                                   | Сергей Васильевич Храмцов          | 1921—1986                      | 28 августа 1978                                                                              | Участник Великой Отечественной войны, Герой Советского Союза. Заместитель начальника специализированного учреждения «Промбурвод» |
| 10                                  | Виктор Петрович Савиных            | р. 1940                        | 21 июля 1981                                                                                 | Лётчик-космонавт СССР, дважды Герой Советского Союза, доктор технических наук, профессор, ректор, Президент Московского университета геодезии и картографии |
| 11                                  | Александр Павлович Дербенев        | 1933—2001                      | 17 февраля 1986                                                                              | Машинист экскаватора управления механизации треста «Кировпромстрой», Герой Социалистического Труда |
| 12                                  | Валентин Андреевич Журавлев        | 1931—2016                      | 17 февраля 1986                                                                              | Хирург, доктор медицинских наук, профессор, заслуженный деятель науки РСФСР, заслуженный врач Российской Федерации, директор Кировского научно-исследовательского института гематологии и переливания крови, первый ректор Кировского государственного медицинского института, член РАМН, член-корреспондент РАН |
| 13                                  | Аркадий Семёнович Земцов           | 1930—2021                      | 17 февраля 1986                                                                              | Герой Социалистического Труда, сборщик автопокрышек Кировского шинного завода |
| 14                                  | Мария Григорьевна Исакова          | 1918—2011                      | 17 февраля 1986                                                                              | Спортсменка-конькобежка, трёхкратная абсолютная чемпионка мира в классическом многоборье, многократная чемпионка СССР, многократная рекордсменка мира, Европы и СССР, заслуженный мастер спорта СССР, заслуженный тренер СССР по конькобежному спорту, персональный пенсионер республиканского значения |
| 15                                  | Варвара Афанасьевна Казакова       | 1918—2012                      | 17 февраля 1986                                                                              | Участница Великой Отечественной войны, Герой Социалистического Труда, заслуженный врач РСФСР, главный врач Кировской городской больницы № 1 |
| 16                                  | Альберт Анатольевич Лиханов        | 1935—2021                      | 17 февраля 1986                                                                              | Детский писатель, журналист, член Союза писателей, председатель Российского детского фонда, академик РАО и РАЕН, президент Международной ассоциации детских фондов |
| 17                                  | Надежда Георгиевна Луценко         | 1921—2010                      | 17 февраля 1986                                                                              | Директор школы № 32 г. Кирова, заслуженный учитель школы РСФСР, отличник народного просвещения, персональный пенсионер республиканского значения |
| 18                                  | Николай Степанович Счастливцев     | 1927—2013                      | 17 февраля 1986                                                                              | Директор Кировского завода по обработке цветных металлов в 1962—1985 гг. |
| 19                                  | Анатолий Гаврилович Тинский        | 1920—2006                      | 24 ноября 1993                                                                               | Архитектор, ученый-краевед, член Союза архитекторов России. Основатель и руководитель кафедры промышленного и гражданского строительства, первый декан инженерно-строительного факультета Кировского политехнического института |
| 21                                  | Александр Александрович Серебров   | 1944—2013                      | 29 мая 1995                                                                                  | Лётчик-космонавт СССР, Герой Советского Союза, кандидат технических наук, Президент Всероссийского аэрокосмического общества «Союз» |
| 20                                  | Анжелий Михайлович Михеев          | 1935—1999                      | 25 октября 1995                                                                              | Главный инженер, руководитель ТСО «Кировстрой», председатель Кировского горисполкома, глава администрации города Кирова, заместитель главы администрации Кировской области, заслуженный строитель Российской Федерации, лауреат Премии Совета Министров СССР |
| 23                                  | Юрий Иванович Парфенов             | 1934—2022                      | 31 января 1996                                                                               | Заслуженный работник транспорта Российской Федерации, начальник Кировского отделения ГЖД в 1981—1995 гг., почётный железнодорожник |
| 22                                  | Юрий Иванович Деревской            | 1929—2014                      | 25 декабря 1996                                                                              | Первый секретарь Кировского горкома КПСС, председатель Кировского горисполкома, заместитель председателя Кировского облисполкома, заместитель директора художественного музея им. В. М. и А. М. Васнецовых, заслуженный работник культуры РСФСР |
| 24                                  | Василий Михайлович Кондратов       | 1935—2012                      | 22 апреля 1998                                                                               | Учёный-металловед, доктор технических наук, профессор, заслуженный деятель науки и техники Российской Федерации, ректор, Президент Вятского государственного университета, член-корреспондент Инженерной Академии Российской Федерации, академик Международной академии информатизации, Нью-Йоркской академии (США), Международной академии экологии и безопасности жизнедеятельности, Российской Академии естественных наук, Почётный работник высшего образования |
| 25                                  | Соломон Борисович Сахар            | 1919—2007                      | 26 мая 1999                                                                                  | Музыкант, дирижёр, заслуженный работник культуры РСФСР, директор и руководитель ансамбля песни и пляски «Дымка», художественный руководитель музыкального ансамбля Кировской филармонии |
| 26                                  | Аркадий Михайлович Колчанов        | 1925—2008                      | 23 мая 2001                                                                                  | Народный художник РСФСР, член Союза художников Российской Федерации |
| 27                                  | Евгений Севастьянович Жуйков       | 1927—2023                      | 29 мая 2002                                                                                  | Ветеран Великой Отечественной войны, председатель Кировского городского совета ветеранов войны и труда |
| 28                                  | Нина Григорьевна Торопова          | р. 1933                        | 28 мая 2003                                                                                  | Заслуженный врач РСФСР, отличник здравоохранения, заведующая Кировской городской клинической больницей № 1 |
| 29                                  | Герман Васильевич Якшин            | 1925—2010                      | 28 декабря 2005                                                                              | Участник Великой Отечественной войны, отличник физической культуры и спорта СССР |
| 30                                  | Борис Наумович Карпман             | 1928—2018                      | 27 августа 2008                                                                              | Директор по строительству ОАО «ЛЕПСЕ», заслуженный энергетик РСФСР, почётный авиастроитель |
| 31                                  | Валентин Афанасьевич Чайкин        | 1925 — 2018                    | 26 августа 2009                                                                              | Заслуженный мастер спорта СССР, заслуженный тренер РСФСР |
| 32                                  | Григорий Григорьевич Дегтярев      | 1958—2011                      | 26 августа 2009                                                                              | Помощник ректора по вопросам социального развития и спортивно-массовой работы Вятского государственного университета, кавалер ордена «Знак Почёта», заслуженный мастер спорта СССР, Почётный гражданин города Зуевка Кировской области |
| 33                                  | Владислав Игоревич Казенин         | 1937—2014                      | 30 сентября 2009                                                                             | Народный артист России, лауреат Государственной премии России, кавалер ордена «За заслуги перед Отечеством», председатель Российского Союза композиторов |
| 34                                  | Николай Васильевич Попов           | 1924—2019                      | 25 августа 2010                                                                              | Председатель Правления Коммерческого банка «Хлынов» (открытое акционерное общество) |
| 35                                  | Сергей Фёдорович Голушков          | р. 1937                        | 31 октября 2012                                                                              | Заслуженный работник культуры Российской Федерации, дирижёр оркестра народных инструментов Кировского областного государственного автономного учреждения культуры «Вятская филармония» |
| 36                                  | Геннадий Александрович Мамаев      | р. 1953                        | 24 апреля 2013                                                                               | Генеральный директор ОАО "Электромашиностроительный завод «ЛЕПСЕ» |
| 37                                  | Виленин Евсеевич Кремов            | 1932—2020                      | 24 апреля 2013                                                                               | Заслуженный работник культуры Российской Федерации, заслуженный деятель Всероссийского музыкального общества, педагог дополнительного образования муниципального образовательного автономного учреждения «Детско-юношеский центр Октябрьского района», художественный руководитель хора «Орлята» |
| 38                                  | Галина Георгиевна Ануфриева        | р. 1948                        | 29 апреля 2014                                                                               | Директор (главный врач) ООО Санатория «Авитек». |
| 39                                  | Тамара Яковлевна Ашихмина          | р. 1945                        | 29 апреля 2014                                                                               | Заведующая кафедрой химии Вятского государственного гуманитарного университета. |
| 40                                  | Валерий Александрович Раевский     | 1938—2014                      | 29 апреля 2014                                                                               | Главный дирижёр Вятского симфонического оркестра |
| 41                                  | Сергей Александрович Солодовников  | р. 1964                        | 29 апреля 2014                                                                               | Начальник Управления Министерства Внутренних Дел России по Кировской области |
| 42                                  | Василий Куприянович Сураев         | 1953—2017                      | 29 апреля 2014                                                                               | Генеральный директор ЗАО «Кировский молочный комбинат». |
| 43                                  | Виктор Георгиевич Харлов           | р. 1949                        | 29 апреля 2014                                                                               | Народный художник РФ |
| 44                                  | Александр Григорьевич Иванов       | р. 1945                        | 25 сентября 2015                                                                             | Генеральный директор ОАО «Кировский ордена Отечественной войны I степени комбинат искусственных кож”. |
| 45                                  | Сергей Алексеевич Смирнов          | р. 1950                        | 25 сентября 2015                                                                             | Генеральный директор ОАО «Кировский завод «Маяк». |
| 46                                  | Борис Васильевич Кушов             | р. 1948                        | 27 апреля 2016                                                                               | Генеральный директор акционерного общества «Вятское машиностроительное предприятие «Авитек» |
| 47                                  | Анатолий Алексеевич Казаковцев     | р. 1936                        | 29 июня 2016                                                                                 | Заслуженный тренер РСФСР, заслуженный работник физической культуры Российской Федерации |
| 48                                  | Геннадий Яковлевич Лопатин         | р. 1949                        | 29 июня 2016                                                                                 | Мастер народных художественных промыслов Кировской области |
| 49                                  | Юрий Павлович Мельцов              | 1934—2023                      | 29 июня 2016                                                                                 | Председатель Комитета по охране окружающей среды и природных ресурсов Кировской области |
| 50                                  | Алексей Семенович Миронов          | р. 1946                        | 29 июня 2016                                                                                 | Генеральный директор общества с ограниченной ответственностью «Кировспецмонтаж», |
| 51                                  | Павел Эдуардович Шабалин           | р. 1961                        | 29 июня 2016                                                                                 | Заслуженный тренер Российской Федерации, заслуженный мастер спорта Российской Федерации, главный тренер сборной команды России по скалолазанию |
| 52                                  | Николай Николаевич Гаряев          | 1947—2020                      | 2017                                                                                         | Общественный деятель, автор проекта по выпуску серии книг о почётных гражданах, выдающихся деятелях. |
| 52                                  | Василий Алексеевич Киселёв         | 1945—2025                      | 2018                                                                                         | Мэр города Кирова 1996 - 2006. |
| 53                                  | Сергей Иванович Квашнин            | 1955—2021                      | 28 июля 2021                                                                                 | Художник, график, гравёр, ювелир, академик Российской академии художеств (2018) |
| 43                                  | Николай Васильевич Пересторонин    | р. 1951                        | 22 октября 2023                                                                              | Писатель, поэт, эссеист, журналист, редактор. Главный редактор литературно-художественного альманаха «Вятка литературная» и вятского литературного журнала «Ротонда». Заслуженный работник культуры Российской Федерации. |
| Почётные граждане города Нововятска |                                    |                                |                                                                                              | |
| 1                                   | Лев Семенович Гусаков              | 1913—1981                      | 1980                                                                                         | Директор Нововятского механического завода в 1959—1977 годах, депутат Нововятского городского Совета народных депутатов |
| 2                                   | Иван Васильевич Скурихин           | 1919—2004                      | 1980                                                                                         | Ветеран ВОВ, депутат Советов народных депутатов различного уровня, общественный деятель |
| 3                                   | Людмила Михайловна Куликова        | 1929—1999                      | 1985                                                                                         | Депутат Кировского областного Совета народных депутатов, ветеран НЛК |
| 4                                   | Пантелей Петрович Кушков           | 1922—2006                      | 1985                                                                                         | Председатель Нововятского горисполкома, директор Нововятского комбината древесных плит в 1957—1972 годах и |
| 5                                   | Александр Яковлевич Опарин         | 1948—1982                      | 1985                                                                                         | Воин-афганец, Герой Советского Союза (посмертно) |